# Cultura de Yibuti

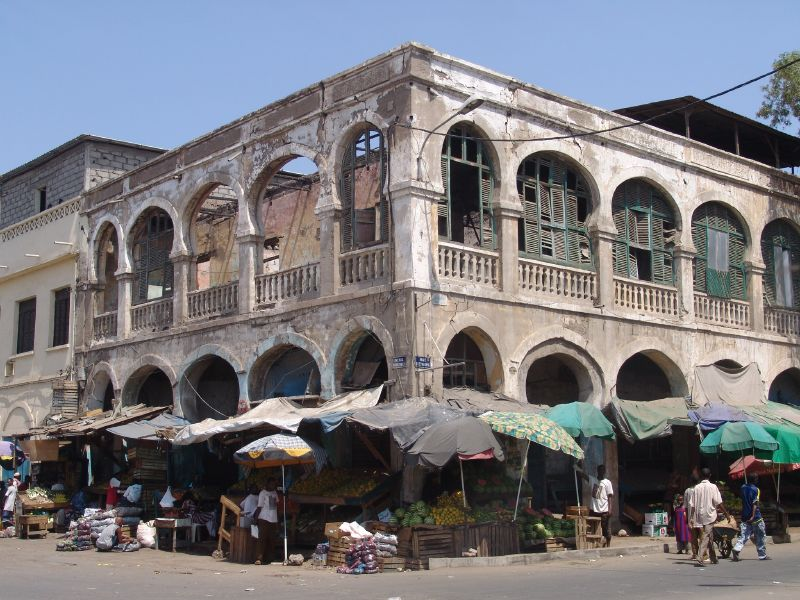
Arquitectura colonial.

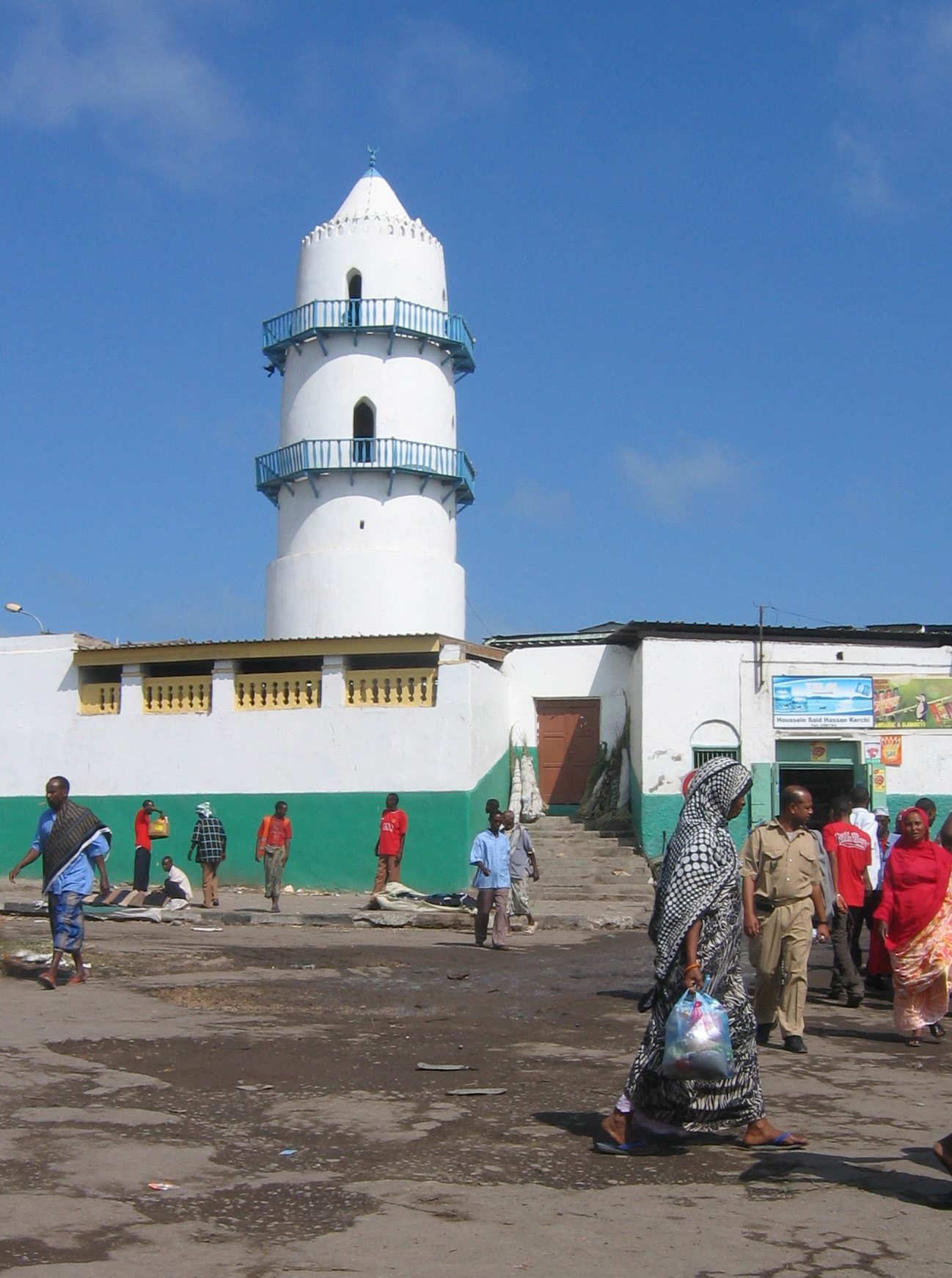
Mezquita en Yibuti

La cultura de la República de Yibuti es étnicamente diversa, debido a su localización estratégica en un cruce de caminos del comercio. Yibuti está ubicada en el cuerno de África (noreste de África), recostado sobre el mar Rojo, en la frontera entre Eritrea, Etiopía, y Somalía.
Posee una población de 793 000 habitantes. 60 % son somalíes; 35 % son afar, franceses y árabes; otras minorías forman parte del restante 5 %. En el país es muy utilizado el khat, por consiguiente Yibuti ha sido denominado como un "narco-estado", a la manera de Un mundo feliz.

## Grupos étnicos

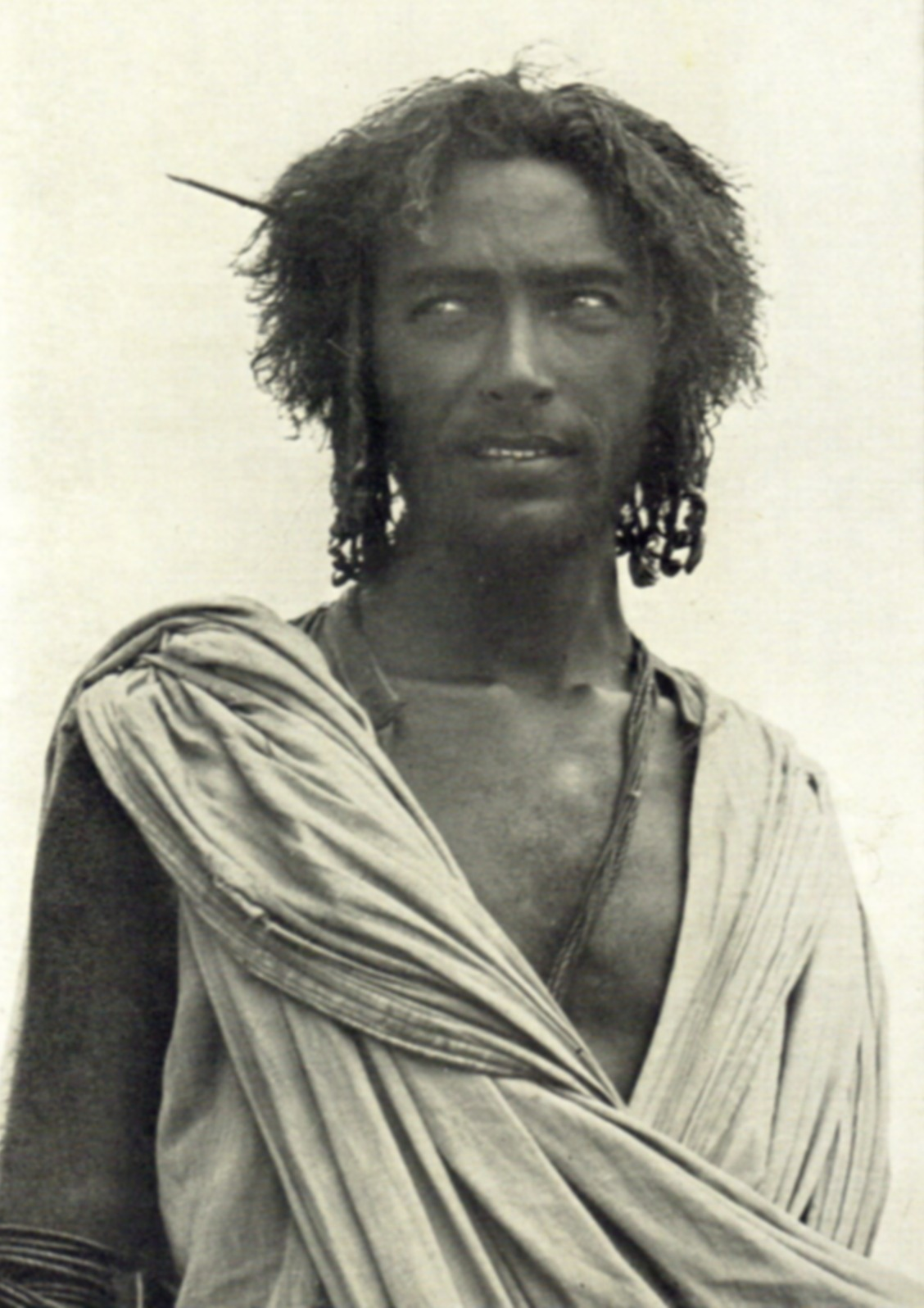
Un miembro de la tribu afar con el atuendo tradicional

La cultura de Yibuti está muy influida por los dos grupos étnicos dominantes el issa-somalí y el afar.
Los issa-somalíLos somalíes aparecieron en África alrededor del 1200 DC. Y alrededor del 1550 DC los somalíes se convirtieron al Islam. Un cuarto de la tribu Issa-Somalí vive de pastoreo nómade. Viven en pequeñas chozas hechas de tejido de esteras o corteza hervida que pueden ser desmontadas y llevadas en camellos.
Los afarLa tribu afar es también conocida como la Danakil, pero la tribu no gusta en llamase así por ser un nombre ofensivo en árabe. Los afar están divididos en dos subgrupos: los Asaemara (los rojos) y los Adaemara (los blancos). Los asaemara es un prestigioso, y poderoso grupo de nobles que viven a lo largo de la costa. Los adaemara es un grupo de plebeyos que vive en las montañas y el desierto. La población afar es de alrededor 130 000 a 170 000. La tribu afar forma parte del 40 % de la población de Yibuti. Los afar son gente del este etíope, por lo que comparten lenguaje con los somalíes y oromos.

## Vestimenta
La vestimenta en Yibuti refleja las condiciones de un clima árido y caluroso. Si no están vestidos con ropas occidentales, los hombres se visten con un macawiis, el cual es una pollera tipo sarong que se lleva alrededor de la cintura. Entre los nómadas, muchos usan unas telas blancas de algodón sueltas denominadas tobe que llegan hasta la rodilla, con el extremo echado sobre el hombro (como si fuera una toga romana).
Las mujeres por lo general se visten con una dirac, el cual es un vestido largo, liviano, y diáfano de voile de algodón o poliéster que se lleva sobre una media enagua larga y un sujetador. Las mujeres casadas tienden a llevar pañuelos en sus cabezas llamados shash, y a menudo cubren la zona superior de su cuerpo con un chal denominado garbasaar. Sin embargo las mujeres solteras o jóvenes, no siempre llevan cubiertas sus cabezas. La vestimenta tradicional árabe tal como la galabiya masculina (jellabiyaad en Somalí) y la hiyab femenina también son populares. En algunas ocasiones especiales como durante festivales, las mujeres se adornan con joyas y decorados en sus cabezas similares a los que usan las tribus Bereber del Magreb.

## Medios
En 2009, en la clasificación mundial de libertad de prensa establecida cada año por Reporteros sin fronteras sitúa a Yibuti 110. º lugar en un ranking de 175 países. Se ha observado una «situación difícil» en la libertad de prensa.